# Conspiración de las Células de Fuego
La Conspiración de Núcleos de Fuego (en griego: Συνωμοσία των Πυρήνων της Φωτιάς, romanizado: Synomosía ton Pyrínon tis Fotiás, abreviada; SPF), también traducido como Conspiración de Fuego de Células o Conspiración de las Células de Fuego, es una organización terrorista anarquista radical con sede en Grecia. La SPF apareció por primera vez el 21 de enero de 2008, con una ola de 11 bombas incendiarias contra concesionarios de automóviles de lujo y bancos en Atenas y Salónica. Las oleadas mensuales de incendios provocados han ido seguidas de proclamas que expresan su solidaridad con los anarquistas arrestados en Grecia y en otros lugares. En septiembre de 2009, tras una escalada en el uso de bombas de tiempo burdas, cuatro presuntos miembros del grupo fueron arrestados. En noviembre de 2010, dos sospechosos más fueron arrestados cuando intentaban enviar paquetes bomba por correo a embajadas y líderes y organizaciones de la Unión Europea.

## Historia
La Conspiración de las Células de Fuego (SPF) llevó a cabo su primera ola de ataques con bombas incendiarias casi simultáneas utilizando bombas de latas de gas alrededor de la 01:00 del 21 de enero de 2008, para expresar su solidaridad con un anarquista arrestado. A las 17:00 horas del 20 de febrero se detonó un artefacto incendiario en el bufete de abogados de Atenas Anastasios Papaligouras, exministro de Justicia. Un empleado fue cortado por un vidrio volador. Al día siguiente, los asaltantes detonaron dispositivos incendiarios como parte de ocho ataques separados en partes de Ática, dirigidos contra bancos, una compañía de seguros y varios vehículos.
Al grupo se le atribuye al menos cuatro ataques en 2009. El 7 de julio, se produjo una explosión frente a la casa de Panagiotis Chinofotis, exministro del Interior y almirante condecorado de la Armada Helénica con un mandato como exjefe de las Fuerzas Armadas de Grecia. La bomba, que usaba pólvora en una olla a presión, fue posteriormente reclamada por la Conspiración de las Células de Fuego, afirmando que Chinofotis tenía parte de la responsabilidad del asesinato de Alexandros Grigoropoulos, el joven estudiante cuyo asesinato por policías en diciembre de 2008 había provocado a los disturbios griegos de 2008. El 30 de octubre, un dispositivo similar fue detonado fuera de la casa en Atenas de Marietta Giannakou, una prominente miembro conservadora de la oposición del Parlamento Europeo, causando daños menores y sin heridos. El 14 de noviembre una bomba detonó frente a la casa de la diputada del Movimiento Socialista Panhelénico Mimis Androulakis en el suburbio de Kareas, en el este de Atenas. La SPF reclamó el ataque. El 28 de diciembre, una bomba más potente estalló en el distrito de Neos Kosmos en Atenas, dañando el edificio de seguros Ethniki Asfalistiki en la avenida Syngrou. La proclamación del grupo anunció una nueva alianza con un grupo que tenía acceso a explosivos reales.
La SPF se atribuyó el mérito de nuevos ataques en 2010, incluida la explosión de una bomba improvisada el 9 de enero frente al edificio del parlamento griego, que causó daños menores y no hubo heridos, y tres ataques con bomba el 20 de marzo relacionados con la inmigración. Las bombas atacaron las oficinas del partido nacionalista griego Amanecer Dorado, causando daños importantes, la casa de un líder de la comunidad pakistaní en Atenas, causando daños leves y sin heridos, y una parada de autobús frente a una estación de policía en la calle Petrou Ralli en Atenas, que había estado implicado en varios casos de violencia policial contra inmigrantes, incluida la muerte de dos paquistaníes detenidos en la comisaría. La última explosión causó daños mínimos y no hubo heridos.

## Paquetes bomba y arrestos de 2010
El 1 de noviembre, un paquete dirigido a la Embajada de México en Atenas explotó en la oficina de una empresa de mensajería, quemando las manos del empleado que lo manejaba. Un segundo paquete, que contenía una bomba similar (una pequeña cantidad de pólvora de fuegos artificiales) dirigida a las oficinas de Eurojust en los Países Bajos, fue destruido en una explosión controlada. Dos sospechosos fueron arrestados luego de que la policía acordonara el área afectada. Ambos llevaban pelucas y estaban armados con pistolas Glock de 9mm, y uno llevaba un chaleco antibalas. Estaban en posesión de otros dos paquetes explosivos, uno dirigido al presidente francés Nicolas Sarkozy y el otro a la embajada de Bélgica.
En la noche del martes 3 de noviembre, la policía había encontrado 9 bombas postales adicionales dirigidas a las embajadas atenienses de Bulgaria, Chile, Alemania, México y Rusia, Suiza y Países Bajos. Dos de los paquetes explosivos explotaron en los terrenos de las embajadas de Rusia y Suiza, respectivamente. Con uno llegando a las oficinas de Angela Merkel en Berlín y otro dirigido a Silvio Berlusconi interceptado en un avión mensajero. Se contaron un total de 14 bombas.
Las autoridades griegas detuvieron el correo aéreo internacional durante 48 horas del 3 al 4 de noviembre de 2010, tras los bombardeos por correo, y se informó que la policía estaba buscando a miembros de la SPF en relación con los ataques.

## Atentado en el juzgado de Atenas en 2010
El 30 de diciembre de 2010, una motocicleta bomba causó daños importantes en un juzgado de Atenas, pero no causó heridos, ya que la policía había evacuado la zona después de una llamada de advertencia. La proclamación en línea estaba firmada como "Conspiración de Núcleos de Fuego".

## Tiroteo policial de 2011
En mayo de 2011 se produjo un tiroteo en un suburbio de Atenas entre agentes de policía y una persona sospechosa de estar vinculada a la SPF. Dos agentes resultaron heridos, al igual que el sospechoso. Las huellas dactilares del sospechoso fueron supuestamente encontradas en un apartamento en Volos donde anteriormente habían arrestado a numerosos miembros de la SPF. Se informó que un segundo sospechoso estuvo involucrado en el tiroteo, pero no está claro si ese individuo fue detenido.

## Paquetes bombas de 2017
En marzo de 2017, se interceptó un paquete bomba destinado al ministro de Finanzas alemán, Wolfgang Schäuble. El grupo anarquista griego Conspiración de  las Células de Fuego se atribuyó la responsabilidad de enviar ese dispositivo como segundo acto del "Proyecto Némesis". También son sospechosos de haber enviado el paquete bomba que hirió a un empleado del FMI en París el 16 de marzo. La carta fue enviada desde Grecia.

## Arrestos y fuga de prisión de 2019
En junio de 2019, Giannis Michalidis, que fuera acusado (y posteriormente absueto) de pertenecer a la Conspiración de las Células de Fuego, conocido como "The Syntagma Archer" por haber sido fotografiado durante una huelga general apuntando con un arco y flechas a la policía antidisturbios que guardaba el Parlamento griego en la Plaza Syntagma de Atenas, escapó de la prisión agrícola de Tyrintha. En el mismo mes, dos ladrones anarquistas y un asociado también con presuntos vínculos no probados con la Conspiración de las Células de Fuego fueron arrestados cuando intentaban robar una camioneta de reparto de dinero en Salónica. Los dos hombres, Yiannis Dimitrakis y Costas Sakkas, intentaron robar una camioneta de reparto en el Hospital AHEPA de Tesalónica haciéndose pasar por un médico y un paciente antes de ser detenidos por agentes de lucha contra el terrorismo.

## Arrestos en 2020
El 31 de enero de 2020, Giannis Michailidis, que fuera acusado (y posteriormente absueto) de pertenecer a la Conspiración de las Células de Fuego, fue arrestado junto con Konstantina Athanasopoulou de la organización Lucha Revolucionaria junto con una mujer anónima fueron capturados por la policía antiterrorista, alegando que estaban fuertemente armados.

## Ideología
Dos proclamas de la SPF publicadas en athens.indymedia.org el 19 de mayo de 2010 explicaban que la SPF representaba un "tercer polo" del pensamiento anarquista en Grecia, el anarcoindividualismo, contrastando con el anarquismo social y el anarquismo insurreccional. En su texto publicado "The Sun Still Rises", proponen una redefinición del concepto de "organización" revolucionaria como una entidad que consta de muchos grupos e individuos de diversos orígenes, unidos a través de una crítica común de la sociedad capitalista y un compromiso con "libertad inmediata "a través de tácticas de guerrilla urbana.

## Reacción extranjera
La organización fue designada como grupo terrorista el 13 de octubre de 2011 por el Departamento de Estado de los Estados Unidos.